# Juliusz Ekiel
Juliusz Ekiel (ur. 7 grudnia 1921, zm. 5 września 2002) – polski inżynier automatyki i robotyki, specjalista w zakresie bioniki, profesor doktor habilitowany techniki medycznej i inżynierii biomedycznej Politechniki Warszawskiej.
Absolwent Politechniki Warszawskiej, po II wojnie światowej nauczyciel matematyki i arytmetyki handlowej w szkole handlowej w Mińsku Mazowieckim. Od 1964. Następnie związany z Wydziałem Mechatroniki Politechniki Warszawskiej, specjalista w zakresie techniki medycznej i inżynierii biomedycznej. 22 marca 1977 przedstawił i obronił rozprawę habilitacyjną „Bioniczne modelowanie i pomiar przestrzeni bioelektrycznych”. Autor i współautor prac z zakresu bioniki ruchu m.in. „Cybernetyczne systemy ruchu kończyn zwierząt” (wspólnie z Kazimierzem Fidelusem), „Bionika ruchu: podstawy zewnętrznego sterowania biomechanizmów i kończyn ludzkich” (wspólnie z Kazimierzem Fidelusem i Adamem Moreckim), „Bioniczne modelowanie i pomiar przestrzeni bioelektrycznych”. 
Pochowany na cmentarzu parafialnym w Mińsku Mazowieckim.